# Moss (Band)
Moss ist eine englische Drone-Band. Ihre Musik ist von H. P. Lovecraft und Okkultismus beeinflusst und ihre Lieder dauern meistens länger als 20 Minuten.

## Geschichte

### Anfänge
Moss wurde Ende 2000 in Southampton von Olly Pearson, Dominic Finbow und Chris Chantler gegründet. Die Band veröffentlichte mehrere Demos selbst, das erste 2001. Sie veröffentlichte auch eine Reihe von Beiträgen zu Split-EPs und Kompilationen mit Bands wie Torture Wheel, Unearthly Trance, Grief, Nadja oder Wolfmangler.
Die Band tritt selten live auf. Ihr erster Gig war bei einer ganztägigen Benefizveranstaltung im Sommer 2002. 2003 hatten sie nur einmal stattfindende Shows in London und Manchester. 2004 war bis jetzt das Jahr mit den meisten Auftritten und Moss trat zum ersten Mal auf dem „Ashes to Ashes/Doom to Dust“-Festival in Ghent, Belgien und Tilburg auf. Im Winter waren sie Vorband von Sunn O))) in Bristol. Chantler hatte die Band Anfang 2004 verlassen. Er wurde von Andy Semmens von Esoteric und danach von Jon Wilson ersetzt, kam aber im Dezember wieder zurück, um an den Proben und Aufnahmen zu Cthonic Rites teilzunehmen.

### Cthonic Rites
Am 25. Dezember 2005 erschien das Debütalbum Cthonic Rites als CD bei Aurora Borealis Records. Cthonic Rites wurde Anfang 2005 im Chuckalumba Studio von Jus Oborn, Mitglied der Doom-Metal-Band Electric Wizard, aufgenommen. Die erste Auflage war auf 1000 Kopien limitiert, es wurde aber auch eine zweite Auflage produziert. Die erste Auflage war zusammen mit einer Live-CD erhältlich, die am 20. August 2005 im Camden Underworld zum 115. Geburtstag von H. P. Lovecraft aufgenommen wurde.
Im März 2007 wurde eine Single als 7"-Split zusammen mit der französischen Band Monarch! über das Doom/Psychedelic/Punk-Label Rise Above Records veröffentlicht. Sie war auf 550 Kopien limitiert. Auf dieser Single covert Moss das Lied Maimed & Slaughtered der britischen D-Beat-Punkband Discharge. Die geplante Split mit der japanischen D-Beat Band Disclose konnte nicht gemacht werden, weil der Disclose-Frontmann Kawakami am 5. Juni starb. Das Lied Crawl (Scrape) wurde während der Cthonic-Rites-Aufnahmesession aufgenommen und nie veröffentlicht.
Die Expanded-Vinyl-Version von Cthonic Rites erschien erst am 12. Oktober 2007 und war auf 1000 Kopien limitiert. Davon enthielten 375 jeweils insgesamt drei Schallplatten. Im Set enthalten war die zuvor selbstveröffentlichte EP Live Burial. Das Angebot enthielt ein Gatefold und Poster mit dem Artwork des amerikanischen Zeichners Justin Bartlett. Auf der Myspace-Seite der Band wurde die Ankündigung gemacht, das zweite Album werde im Januar 2008 aufgenommen werden und über Rise Above Records erscheinen. Zusätzlich wurden zwei Shows angekündigt, die im Dezember gespielt wurden.

### Sub Templum/Tombs of the Blind Drugged
Der Titel von Sub Templum wurde über die Myspace-Seite der Band für den 26. Mai 2008 bekanntgegeben. Das Album wurde schließlich im Juni weltweit auf CD und LP über Rise Above Records in Europa und Candlelight Records in den USA veröffentlicht. Das Album wurde im Foel Studio in Wales aufgenommen und wurde wieder von Jus Osborn produziert.
Im Dezember 2008 gaben Moss wiederum über Myspace bekannt, im nächsten Jahr eine EP veröffentlichen zu wollen. Als Titel wurde Tombs of the Blind Drugged bekanntgegeben. Die EP wurde ein Jahr später als Sub Templum, wieder im Foel Studio, aufgenommen und erschien am 10. Juni 2009 als 10"-Vinyl mit zwei Liedern. Die beiden Plattenlabel Rise Above und Metal Blade veröffentlichten auch eine CD-Version, die als Bonustracks Eternal Return und eine Coverversion von Discharges Maimed and Slaughtered enthielt.

### Aktuell
Am 24. Dezember 2009 wurde Eternal Return als 12"-Schallplatte veröffentlicht. Die Single war in 3 verschiedenen Verpackungen erhältlich.
Moss spielten 2013 wieder beim Roadburn Festival, wo sie bereits in ihrem Jubiläumsjahr 2010 auftraten.

## Diskografie

### Alben und EPs
| Jahr | Titel                                  | Art                            | Label                     |
| 2001 | Demo                                   | Demo                           | Eigenveröffentlichung     |
| 2002 | The Tormented                          | Demo                           | Eigenveröffentlichung     |
| 2003 | Moss                                   | Demo                           | Eigenveröffentlichung     |
| 2003 | Tape of Doom                           | Demo                           | Eigenveröffentlichung     |
| 2003 | Of Flesh and Blood                     | Single (split with Nadja)      | Foreshadow Productions    |
| 2004 | COP                                    | Single (split with Bunkur)     | Foreshadow Productions    |
| 2004 | Live Burial                            | EP                             | Eigenveröffentlichung     |
| 2004 | Thee Bridge ov Madness                 | EP (split with Torture Wheel)  | NOTHingness REcords       |
| 2005 | Protected by the Ejaculation of Wolves | EP (split with Wolfmangler)    | Aurora Borealis Records   |
| 2005 | Underworld Ritual                      | EP                             | Aurora Borealis Records   |
| 2005 | Cthonic Rites                          | Album                          | Aurora Borealis Records   |
| 2007 | Maimed & Slaughtered                   | Single (split 7" with Monarch) | Rise Above Records        |
| 2008 | Sub Templum                            | Album                          | Rise Above Records        |
| 2009 | Tombs of the Blind Drugged             | EP                             | Rise Above Records        |
| 2009 | Eternal Return                         | Single                         | Superfi Records/Fuck Yoga |
| 2013 | Horrible Night                         | Album                          | Rise Above Records        |

### Kompilationen
- „Dreams of What Life Could Have Been“ (Psychedoomelic Records, 2003)
- „Humanless“ (Humanless, 2003)
- „Chariots Arrive Again II“ (Foreshadow Productions, 2004)
- „Slowmo Music Vol I“ (Slowmo Music, 2004)
- „Oaken Throne“ (Oaken Throne, 2007)
- „Bad Acid Tab6“ (Bad Acid, 2008)